# Цигрианткари
Цигрианткари (груз. ციგრიანთკარი) — село в Грузии, в муниципалитете Душети края Мцхета-Мтианети. 

## География
Село расположено в центральной части края, в 22 километрах по прямой к северо-западу от центра муниципалитета Душети. Высота центра — 1040 метров над уровнем моря.

## Население
По данным переписи населения 2014 года, в селе проживало 10 человек.
| Год  | Население | Мужчины | Женщины |
| ---- | --------- | ------- | ------- |
| 2002 | 17        | 7       | 10      |
| 2014 | 10        | 6       | 4       |